# Kanton Lyon-XIV
Kanton Lyon-XIV (francouzsky Canton de Lyon-XIV) je francouzský kanton v departementu Rhône v regionu Rhône-Alpes. Zahrnuje část 8. městského obvodu města Lyonu.